# Cratogeomys gymnurus
Cratogeomys gymnurus är en däggdjursart som först beskrevs av Clinton Hart Merriam 1892.  Cratogeomys gymnurus ingår i släktet Cratogeomys och familjen kindpåsråttor.
Inga underarter finns listade i Catalogue of Life. Wilson & Reeder (2005) skiljer mellan fyra underarter. Denna gnagare lever i Mexiko i delstaterna Jalisco och Michoacan.
Arten godkänns inte av IUCN. Populationen infogas i arten Cratogeomys fumosus.